# Ariane (nouvelle)
Pour les articles homonymes, voir Ariane.
Ariane est une nouvelle d’Anton Tchekhov (en russe : Ariadna).

## Historique
Ariane est initialement publiée dans la revue russe La Pensée russe, numéro 12, en décembre 1895. 
On peut penser que Tchekhov se met en scène dans le dernier paragraphe de la nouvelle : l'écrivain serait le personnage qui reçoit les confidences d'Ivan Chamokhine.

## Résumé
Deux Russes de retour de l’étranger font connaissance sur le vapeur qui les conduit à Sébastopol. Le premier, Ivan Chamokhine, dépeint l’amour des Russes pour les femmes et leur idéalisme.
Il se lance dans un long monologue sur sa jeunesse à la campagne et sa rencontre avec la sœur de son voisin, Ariane Kotlovitvh. Il tombe rapidement amoureux de la jeune fille, mais Ariane a des rêves de grandeurs et trouve qu’Ivan est bien fade. Elle s’amourache d’un ami de son frère  Mikhaïl Loubkov : il est marié, a quatre enfants, néanmoins elle part avec lui en Italie. Ne pouvant supporter de la savoir seule avec lui, Ivan part les rejoindre à Abbazia, ils visitent l’Italie tous les trois, mais quand Mikhaïl avoue à Ivan que lui et Ariane font chambre à part uniquement pour les apparences, Ivan les quitte et rejoint le domaine de son père. L’hiver passe, puis le printemps.
Ivan reçoit de Rome une lettre d’Ariane. Elle y décrit sa vie malheureuse : Mikhaïl est parti, il court en Italie. Ivan la rejoint. Ils deviennent amants, mais Ivan a compris qu’elle a fait cela pour ne pas être seule et pour son argent. Ils voyagent beaucoup, et tout cela coûte cher. Ivan oblige son père à hypothéquer son domaine pour satisfaire les besoins de luxes de sa maîtresse.
Le récit se termine avec l'arrivée du bateau à Sébastopol.

## Extraits
- Ariane : Effectivement vous n’êtes pas un homme mais une espèce de mélasse, une femme vous pardonnera d’être insolent, impudent, elle ne vous pardonnera jamais d’être raisonnable comme vous l’êtes.
- Mikhaïl : Il est facile de se lier avec une femme, il suffit de la déshabiller, mais, après, que tout cela est pénible, que c’est bête !

## Les personnages
- Ivan Chamokhine, vingt huit ans, amoureux d'Arianne.
- Ariane Kotlovitvh
- Mikhaïl Loubkov, trente six ans, amoureux d'Arianne.

## Édition française
- Ariane, traduit par Édouard Parayre, révision de Lily Dennis, Bibliothèque de la Pléiade, éditions Gallimard, 1971  (ISBN 2 07 0106 28 4).